# モデスト・エムバミ
モデスト・エムバミ（Modeste M'bami, 1982年10月9日 - 2023年1月7日）は、カメルーン・ヤウンデ出身の元サッカー選手。元同国代表。現役時代のポジションはMF。

## 経歴

### クラブ

#### 初期
エムバミは、14歳の時にカジ・スポーツアカデミーが主催する大会で活躍したことで元カメルーン代表のミシェル・カムに見出され、同クラブで訓練を受けた。その後、ディナモ・ドゥアラに参加し、2000年夏にCSスダン・アルデンヌに移籍した。まだ、若手ながら1年目からリーグ・アンの舞台で10試合に出場し、チームの5位に貢献。翌シーズンから2年の間にレギュラーを務め60試合に出場したが、2003年にリーグ・ドゥに降格。その後、ウルヴァーハンプトン・ワンダラーズFCと4年契約で一旦合意したものの、代理人がそれを翻し、最終的にパリ・サンジェルマンFCへ5年契約で加入した。

#### パリ・サンジェルマン
パリ・サンジェルマンでの1年目は、リーグ戦2位、クープ・ドゥ・フランス戦で優勝と非常に良いシーズンを迎える中で経験はまだ乏しかったものの、ヴァイッド・ハリルホジッチ監督の素晴らしい指導を受け、別の若手守備的MFロリック・カナと共に中盤を形成し、チームに大きく貢献した。しかし、翌シーズンは、チーム事情の悪さから1月の移籍市場での移籍を望んでいた が、UEFAチャンピオンズリーグ 2004-05のPFC CSKAモスクワ戦で試合開始早々にイジー・ヤロシークのタックルを受けたことで3ヶ月の離脱を余儀なくされ、その願いは叶わずに残留となった。2005-06シーズンは、レギュラーを奪取し再びクープ・ドゥ・フランス優勝に貢献した。

#### マルセイユ
2006年8月に3年過ごしたパリ・サンジェルマンに別れを告げると、ライバルのオリンピック・マルセイユと移籍金250万・3年契約で加入し、前シーズンに加入していたロリック・カナと再びコンビを組むこととなった。マルセイユは、近年ライバルのパリ・サンジェルマンから2004年夏に副主将のフレデリック・デウとファブリス・フィオレーズの獲得を成功させると、2005年にロリック・カナ、そして2006年夏にエムバミと立て続けに4人もの選手を補強させていた。
マルセイユでは1年目からレギュラーとしてプレーし、トロワAC戦で決勝点を挙げる活躍を見せたことでサポーターの人気を集めた。2年目は、ジュリアン・ロドリゲズの度重なる負傷とガエル・ジヴェのパフォーマンスの低下からカナがCB、ベノワ・シェイルが左サイドに移ったことで、エリック・ゲレツ監督が就任してからも主力の1人としてプレーし、UEFAカップ 2007-08・FCゼニト・サンクトペテルブルクとの第1戦では、パスの出し手として高い技術を披露した。マルセイユで浮き沈みのある3シーズンを過ごしながらも活躍していたが、シーズン終了後は、契約満了と新たに就任したディディエ・デシャン監督の構想外となり退団した。その後、同じくフリーエージェントとなった同僚のタイエ・タイウォと共にプレミアリーグへの移籍を模索し始め、ポーツマスFC、ボルトン・ワンダラーズFC、ウルヴァーハンプトン・ワンダラーズ、ウィガン・アスレティックFCと次々とプレミアリーグのクラブのトライアルに参加 し、ウィガンでは、短期ながら契約の申し出があったもののそれを拒否する と、2009年9月30日にスペインのUDアルメリアのトライアルを経て、同クラブと契約した。

#### その後
2011年7月、フアニートと共にアルメリアから放出されたエムバミは、中国2部の大連阿爾濱足球倶楽部に加入すると、すぐさま同国1部の長春亜泰足球倶楽部に貸し出された。しかし、2012年に大連阿爾濱へ復帰するも外国人枠の関係からプレーすることは出来ず、同年8月1日にサウジアラビアのアル・イテハドへ2年契約で移籍した。
2023年1月7日、心臓発作により死去。40歳没。

### 代表
ユース時代は、1999年4月に開催された1999 FIFAワールドユース選手権に出場し、ベスト16に進出。ベスト16のU-20マリ戦で得点を挙げたが、4-5で敗退した。翌年のシドニーオリンピックでチームは優勝した際に決勝戦でエムバミの出番は無かったが、準々決勝・ブラジル戦でゴールデンゴールを決めるなど活躍した。
A代表としては、2000年6月18日のリビア戦で初招集され、FIFAコンフェデレーションズカップ2003で準優勝した。しかし、翌年11月11日にヴィンフリート・シェーファー監督の戦術を批難し、代表引退を表明していた。その後、シェーファー監督の解任に伴い代表復帰し、2006 FIFAワールドカップ・アフリカ予選のメンバーとして戦っていたが、チームはコートジボワールと勝ち点差1で本大会行きを逃した。

## タイトル

### 代表
カメルーン代表
- オリンピックサッカー : 2000

### クラブ
パリ・サンジェルマン
- クープ・ドゥ・フランス : 2004, 2006

アル・イテハド
- サウジ国王杯 : 2013